# Франсиско Галан
Франсиско Галан Родригес (на испански: Francisco Galán Rodríguez) е испански майор, известен с участието си в Гражданската война в Испания.

## Биография
Брат е на капитан Фермин Галан и републиканските майори Хосе Мария Галан и Хуан Галан. Преди Испанската гражданска война е лейтенант от Испанската гражданска гвардия.
През юли 1936 г. Франсиско Галан остава верен на републиканското правителство и ръководи колона на милицията на фронта на Сомосиера. През ноември 1936 г. ръководи 3-та смесена бригада на испанската републиканска армия по време на битката при Мадрид. През август 1937 г. е един от републиканските командири в Астурия, а през септември 1937 г. ръководи 14-и армейски корпус в Астурийската кампания и през октомври бяга на борда на рибарска лодка, за да избегне залавяне от националистите. След това през февруари 1938 г. ръководи XX корпус в битката при Теруел, заменяйки Леополдо Менендес и ръководи XII корпус по време на офанзивата в Каталония. На 3 март 1939 г. е назначен за военен командир на Картахена, но на 4 март е арестуван от привържениците на Сехисмундо Касадо по време на въстанието в Картахена. На 6 март Галан бяга от Картахена в Бизерта на борда на републикански кораб.
След края на войната бяга в Аржентина и живее там в изгнание до смъртта си през 1971 г.